# Ogo

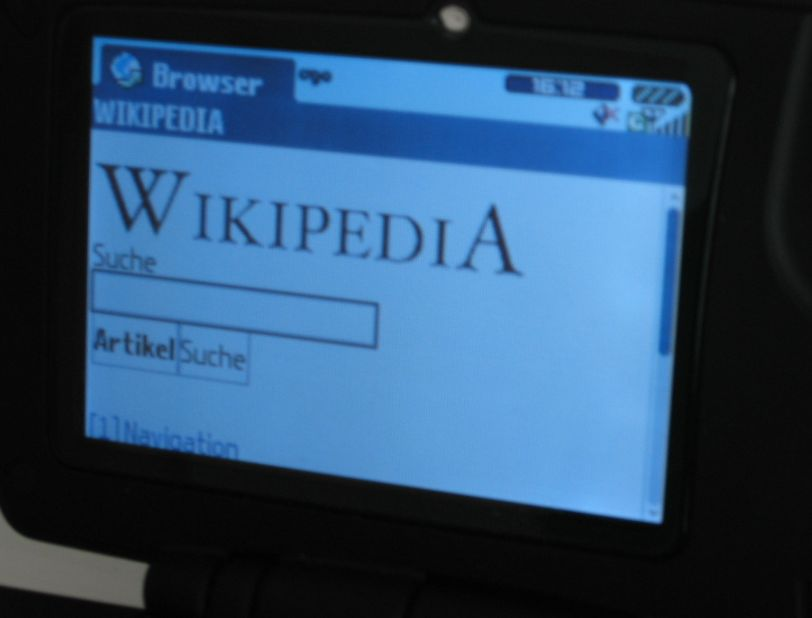
Für PDAs optimierte Wikipedia-Seite im Ogo-Browser

Der Ogo (on-the-go) war ein PDA, der dafür konzipiert wurde, ortsunabhängig den Instant-Messaging-Dienst Windows Live Messenger zu benutzen. Außerdem ließen sich auf dem Gerät, je nach Firmware, bis zu fünf E-Mail-Adressen einrichten, die man dann bei genügend Empfang verwalten kann. Hersteller war das israelische Unternehmen IXI Mobile (R&D) Ltd. in Raʿanana mit regionalen Niederlassungen z. B. in Berlin und Redwood City, Kalifornien (USA).
Das Gerät stellte via GPRS eine Verbindung mit dem Internet her und war meist fest an einen Anbieter gebunden (SIM-Lock).

## Produktpalette
Die Ogo-Produktpalette bot gängige Applikationen wie E-Mail, Instant Messaging, SMS, RSS, Telefonie, Webbrowser und Multimedia (nur CT-25E) auf dafür optimierten und einfach zu bedienenden Endgeräten für die mobile Nutzung. Die Geräte stellten eine preisgünstige Alternative zu höherpreisigen Pocket-PC und PDA dar. Geräte von Ogo wurden weltweit von Netzbetreibern und Internet Service Providern vermarktet.
In Deutschland waren zwei Modelle auf dem Markt: Der Ogo CT-17 wurde unter dem Namen Pocket Web exklusiv vom Unternehmen 1&1 vertrieben, der Ogo CT-25E von debitel und später auch von 1&1. Die Ogos waren via GPRS (CT-17) sowie EDGE (CT-25E) mit dem Internet verbunden.

## Ogo CT-17 (Pocket Web)
Das in Deutschland Ogo CT-17 genannte Basismodell wurde in verschiedenen Ländern unter unterschiedlichen Namen vertrieben, u. a. in der Schweiz als CT-12 und in den USA als CT-10 oder CT-15.
Das Gerät war ungefähr handgroß und aufklappbar. An der oberen Innenseite befand sich ein 2½"-Display und an der unteren Innenseite eine Tastatur mit 50 Tasten, inklusive einer kompletten Texttastatur und einer 2 mal 4-Wege-Navigationstaste. Deutsche Umlaute konnten mittels längerem Drücken des entsprechenden Vokals eingegeben werden.
Der Ogo CT-17 wurde von April 2006 bis Dezember 2009 von 1&1 in Kooperation mit Vodafone unter dem Namen Pocket Web vertrieben. Der Nutzer hatte die Möglichkeit, Kurznachrichten (SMS) zu versenden und einen HTML- und WAP-Webbrowser zu verwenden. Die Nutzung von Webseiten war dementsprechend eingeschränkt, entsprechend bot sich die Nutzung von für WAP oder für PDAs optimierte Seiten zu verwenden, um eine übersichtliche Darstellung und erträgliche Ladezeiten zu gewährleisten. Nach einem Firmware-Update im Dezember 2006 war es außerdem möglich, bis zu 10 RSS-Web-Feeds mit dem Gerät zu abonnieren.
Die Instant-Messaging-Dienste ICQ oder MSN Messenger ließen sich beim PocketWeb über Pakete dazubuchen.
Die E-Mail-Funktionalität war standardmäßig auf eine einzige Adresse aus dem Angebot von United Internet (d. h. GMX, Web.de oder 1&1) beschränkt. Als kostenpflichtige Option konnte dies um bis zu vier E-Mail-Adressen von beliebigen Anbietern ergänzt werden.
Mit Hilfe eines Bluetooth- oder später auch Kabel-Headsets konnte man mit dem von 1&1 vertriebenen Gerät auch mobil über das Vodafone-Netz telefonieren.
Mit einem späteren Update wurde eine Synchronisation der Kontakt- und Termindatenbank mit Outlook auf dem PC möglich.
Einige Händler boten eine eingeschränkte Version des CT-17 ohne Instant-Messaging-Dienste an. Bei diesen Geräten konnten die Zugangsdaten (APN), im Gegensatz zum Gerät von 1&1, frei konfiguriert werden.

## Ogo CT-25E
Ab Ende November 2007 war der Ogo CT-25E in Deutschland bei debitel erhältlich.

Ogo CT-25 geschlossen

Ogo CT-25 offen

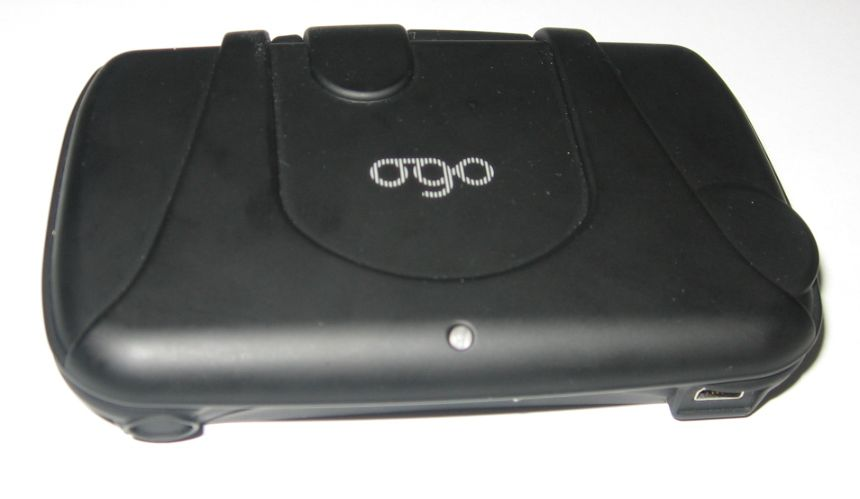
Zugeklappter Ogo CT-17

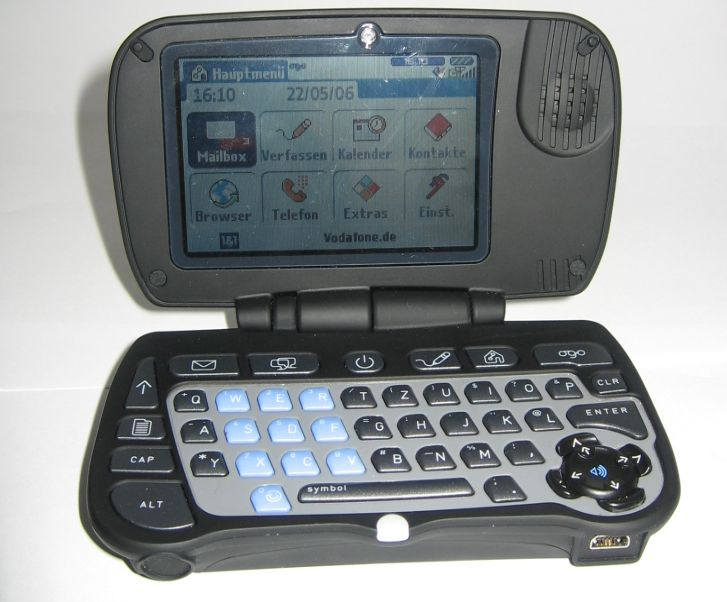
Aufgeklappter Ogo CT-17

Der Ogo CT-25E verfügte über eine Standby-Zeit von rund einer Woche (ca. 160 Stunden), einen gegenüber dem Vorgängermodell vergrößerten Speicher von 64 MB RAM und Bluetooth 2.0. Zum Speichern eigener Bilder, Videos und Musik gibt es darüber hinaus einen integrierten Flash-Speicher mit 128 MB sowie eine Schnittstelle für MicroSD-Karten. Der QVGA-Bildschirm stellt 64K Farben dar, das monochrome Display auf der Oberseite informiert den Nutzer über eingehende Nachrichten. Neben einem integrierten Quadband-Telefon bietet der Ogo CT-25E unter anderem auch einen Multimedia-Player, Webbrowser (HTML und WAP), RSS-Feedreader sowie Kontakt- und Kalenderfunktionen.
Im Rahmen des von debitel innerhalb des Vodafone-Netzes angebotenen Flatrate-Tarifes von konnten bis zu drei E-Mail-Konten verwaltet werden. Die Nutzung von ICQ und des Windows Live Messengers war unbegrenzt möglich.
Ab 2009 wurde das Gerät mit schwarzem Gehäuse auch von 1&1 angeboten.

### Technische Daten Ogo CT-25E
| Abmessungen                | 118 mm × 69,5 mm × 20,2 mm |
| Gewicht                    | 152 Gramm |
| Display                    | 320×240 Pixel QVGA TFT, 64k Farben |
| Äußeres Display            | 132×32 Pixel, Mono STN |
| Akkuleistung (bei 920 mAh) | 160 Stunden Standby bzw. 4 Stunden Betrieb |
| Schnittstellen             | - Mini-USB-Kabel - Headset-Anschluss (2,5 mm) - Kontakte und Kalender synchronisieren (Outlook) via USB (nicht bei Neugeräten von Vodafone und debitel) - Bluetooth                                 |
| Lautsprecher               | Stereolautsprecher |
| Eingabe                    | - QWERTZ-Tastatur mit zusätzlichen Funktionstasten zum Schnellstart von Anwendungen - Navigationsrad mit 8-Wege-Steuerung                                                                           |
| Speicher                   | 64 MB RAM und 128 MByte NAND-ROM Flash-Speicher erweiterbar durch microSD-Speicherkarte (auf bis zu 2 Gb, bei Neugeräten von Vodafone und debitel nicht unterstützt)                                |
| Funkverbindung             | GPRS/Edge Quadband, 850/900/1800/1900 class 10 |
| Multimedia                 | - Video: MP4, 3g2, 3gp, AVI - Audio: AAC, AMR, AWB, M4A, MID, MIDI, MP3, MP4, QCP, WAV, WMA - Bilder: GIF, BMP, WBMP, PNG, JPG Volle Unterstützung von Java-Applikationen (geplant), RSS-Feedreader |
| Browser                    | HTML- und WAP-Webbrowser |
| IM                         | Windows Live Messenger (nicht bei Neugeräten von Vodafone und debitel) und ICQ |
| E-Mail                     | Pop3 Einrichtung von bis zu drei E-Mail-Konten möglich |
| Kaufpreis                  | 69,90 Euro (unverb. Preisempfehlung) / ~40,-€ (bei amazon.de) |

### Technische Daten Ogo CT-17
| Abmessungen                | 115 mm × 75 mm × 25 mm |
| Gewicht                    | 162 Gramm |
| Display                    | 240×160 Pixel = 1/8 VGA bei 4096 Farben |
| Akkuleistung (bei 850 mAh) | 120 Stunden Standby bzw. 2,5 Stunden Betrieb Aufgeladen über ein normales Mini-USB-Kabel (5 V) |
| Schnittstellen             | - USB (nur zum Aufladen und zur Synchronisation mit Outlook in der deutschen Version) - Klinke (2,5 mm Headsetanschluss – nur bei der aktuell ausgelieferten Modellversion verfügbar) - Bluetooth |
| Optische Merkmale          | - Hintergrundbeleuchtung für Anzeige und Tastatur - zweifarbige LED zur Statusanzeige für neue Nachrichten, Batteriezustand und Netzverbindung                                                    |
| Lautsprecher               | Monolautsprecher mit 0,75 Zoll Durchmesser 0,8 Watt mit 8 Ω Impedanz |
| Prozessor                  | Texas Instruments OMAP P330B mit 200 MHz, basierend auf OMAP 1710 (ARM 925 Kern mit TI DSP) |
| Speicher                   | 16 MB RAM und 32 MByte NAND-ROM Flash-Speicher |
| Funkverbindung             | - Quadband-Chip mit entsprechendem ROM - Dualband 900/1800 (CT-17/CT-12) bzw. 850/1900 (CT-15/CT-10) GSM mit GPRS-Unterstützung für Datenübertragung                                              |
| SAR-Wert                   | 0,596 W/kg |
| Tastatur                   | - QWERTZ-Tastatur (nur CT-17) mit zusätzlichen Funktionstasten zum Schnellstart von Anwendungen - Navigationskreuz mit 2×4-Wege-Steuerung                                                         |

### Software-Ausstattung
- Betriebssystem
  - IXI-Connect OS 1.5 bzw. 2.0 ist ein proprietäres Betriebssystem, das auf Nucleus basiert und in C++ programmiert wurde.
- Webbrowser
  - Obigo
  - Gecko-Engine (Kennung »Mozilla 4.0 (compatible; 240x320) IXI/Q05A2.4«)
- Protokolle
  - IMAP, HTTP(S), WSP, SyncML, FOTA, RSS, OSCAR/MSN (optional)

### Aktuelle Firmware
- CT-17: v2.11_GM(32.1xx), v2.11_GM(41.123), v2.16_PRO(2.123)
- CT-25: v3.2_VF(207.66), v7.1_VF(244.13), v7.1_1n1_2(106.9), v7.4_1n_1_2(5.9)

## Street-Art-Werbung

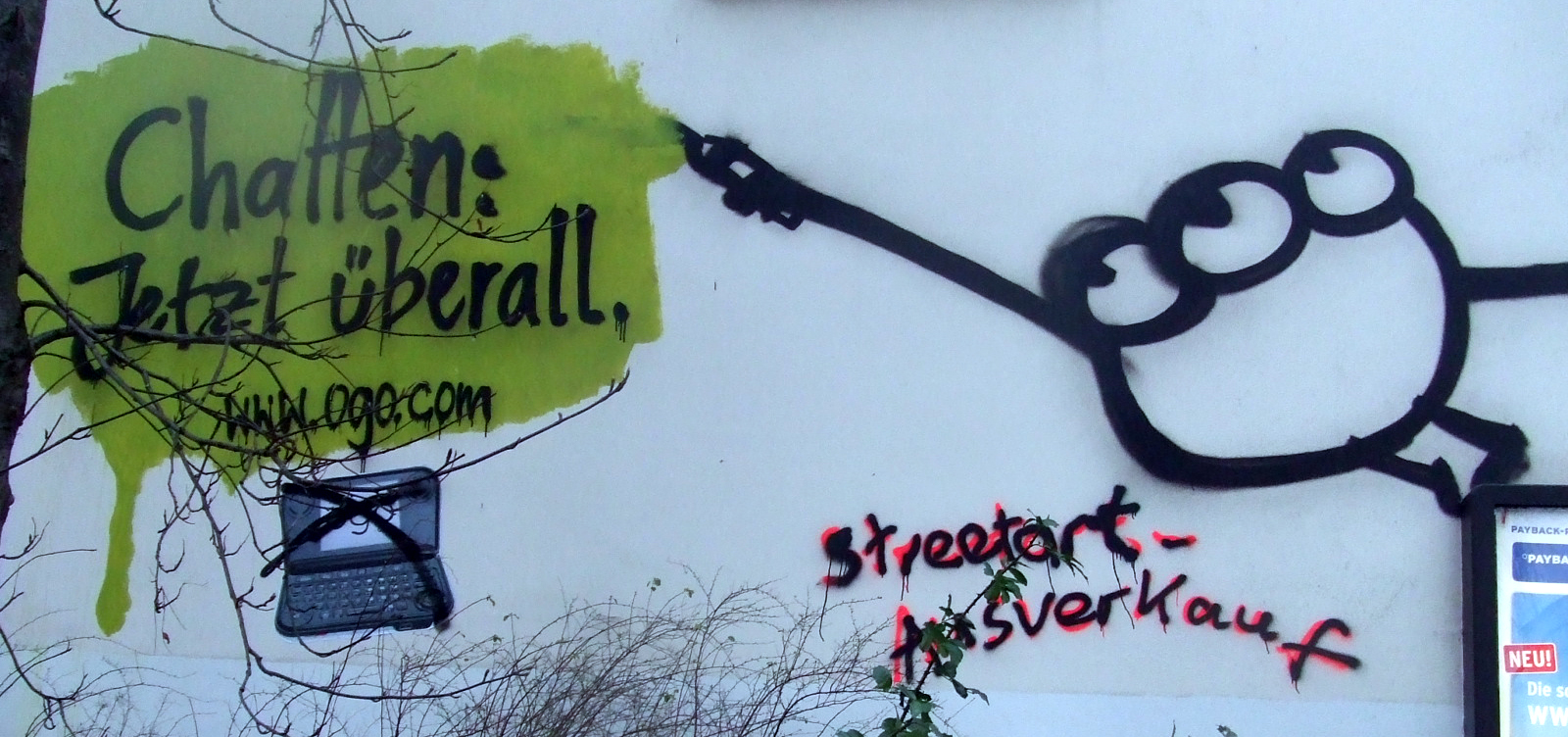
Ogo-Werbung mit Graffiti-Kommentar

Beachtung fand eine Werbekampagne des Unternehmens, wobei in Form von Pseudo-Streetart großflächige Graffiti und Paste-ups an Hauswänden angebracht und Sticker auf Stadtmöbel geklebt werden. Dabei handelt es sich in vielen Fällen um Wildplakatierung. Die an 120 Hauswände gesprühten Motive sind jedoch im Gegensatz zu den meisten anderen Graffiti legal unter Absprache mit den Hauseigentümern angebracht worden, was wiederum von der Streetart-Szene als Vereinnahmung und Kommerzialisierung der Jugendkultur kritisiert wird.